# Länsstyrelsen i Älvsborgs län
Länsstyrelsen i Älvsborgs län var en statlig myndighet med kansli i Vänersborg. Länsstyrelsen ansvarade för den statliga förvaltningen i länet, och jobbade med regional utveckling. 
Länsstyrelsens chef var landshövdingen, som utsågs av Sveriges regering.
Verksamheten för Länsstyrelsen i Älvsborgs län upphörde den 31 december 1997 och överfördes 1 januari 1998 till den nybildade Länsstyrelsen i Västra Götalands län.